# جان فرانسوا ستيفينين
جان فرانسوا ستيفينين (بالفرنسية: Jean-François Stévenin)‏ هو كاتب سيناريو وراوي كتب صوتية ومخرج وممثل فرنسي، ولد في 23 أبريل 1944 في فرنسا.

## أعمال

### أفلام
- (1973) ليلة أمريكية
- (1981) الهروب إلى النصر
- (2001) أخوة الذئاب[5]
- (2002) رجل في القطار
- (2008) منزل
- (2009) حدود السيطرة[6][7]
- (2012) الأخت[8]

## وصلات خارجية
- جان فرانسوا ستيفينين على موقع IMDb (الإنجليزية)
- جان فرانسوا ستيفينين على موقع روتن توميتوز (الإنجليزية)
- جان فرانسوا ستيفينين على موقع قاعدة بيانات الأفلام العربية
- جان فرانسوا ستيفينين على موقع ألو سيني (الفرنسية)
- جان فرانسوا ستيفينين على موقع تيرنر كلاسيك موفيز (الإنجليزية)
- جان فرانسوا ستيفينين على موقع أول موفي (الإنجليزية)
- جان فرانسوا ستيفينين على موقع قاعدة بيانات الأفلام السويدية (السويدية)
- جان فرانسوا ستيفينين على موقع قاعدة بيانات الفيلم (الإنجليزية)
- جان فرانسوا ستيفينين على موقع كينوبويسك (الروسية)